# Scaptodrosophila enigma
Scaptodrosophila enigma är en tvåvingeart som först beskrevs av Malloch 1927.  Scaptodrosophila enigma ingår i släktet Scaptodrosophila och familjen daggflugor. Inga underarter finns listade i Catalogue of Life.